# جف کوک (بازیکن فوتبال اهل انگلستان)
جف کوک (انگلیسی: Jeff Cook؛ زادهٔ ۱۴ مارس ۱۹۵۳) بازیکن فوتبال اهل بریتانیا است.
از باشگاه‌هایی که در آن بازی کرده‌است می‌توان به باشگاه فوتبال استوک سیتی، باشگاه فوتبال وورکساپ تاون، باشگاه فوتبال پلیموث آرگیل و باشگاه فوتبال برادفورد سیتی اشاره کرد.